# Иполит Римски
Иполит је хришћански светитељ. Рођен око 170. био је епископ римски и пострадао је за веру у време цара Клаудија.
Иполит је био Грк из Александрије, ученик цењеног Иринеја, једног од најплоднијих црквених писаца на Западу. С таквим квалитетима Иполит се није могао помирити са избором Калиста за новог римског епископа. Сваки Калистов декрет о покајању видео је као опортунистички чин и маневар за привлачење широких маса, спуштајући ниво моралних захтева до дна. Критиковао је оштро Зафирина али се отворено обрушавао на Калиста стварајући са својим присталицама својеврсну шизму (раскол). Његово незадовољство настављено је током епископата Урбана I као и током Понтијевог управљања Црквом.
Током 235. Иполит и Понтијан затворени су по наређењу цара Максимина. Иако међусобни противници, као робијаши нашли су се у истом каменолому на Сардинији. За време робије у међусобним разговорима противници су дошли до заједничког закључка о својим таштинама и сујетама али и о својим амбицијама. Измирили су се, па Иполит верницима шаље поруку: „Останите верни својој католичкој цркви“. 
Обојица умрли су исте године као мученици. Фабијан, нови епископ града Рима вратио је њихове мошти у Рим где су сахрањене истога дана 13. августа 236. године. Потомци су им опростили људске слабости и славе их као свеце.
Када у Риму девица Хрисија би немилостиво мучена за Христа, тада се заступи за њу пред мучитељима Свети Иполит и изобличи мучитеље. Због тога протеста и он би стављен под суд, суђен и осуђен на смрт после дугих истјазања. Везаше му и ноге и руке и потопише га у мору. С њиме и Хрисијом пострада још двадесет мученика. Пострада Свети Иполит 269. године.
Српска православна црква слави га 30. јануара по црквеном, а 12. фебруара по грегоријанском календару.